# Michio Morishima
Michio Morishima (Osaka, Imperio del Japón; 18 de junio de 1923-Brentwood, Reino Unido; 13 de junio de 2004) fue un economista y matemático japonés.

## Biografía
Michio Morishima hizo aportes a la teoría del crecimiento, que él analiza en forma dinámica. Su síntesis original y su enfoque, establece vínculos entre el pensamiento de Karl Marx y el de Léon Walras, juzgados hasta ese momento como antagonistas. Este investigador japonés también se interesó en otras varias disciplinas, como por ejemplo la sociología, la historia, la filosofía, la  historia de la cultura, y la historia de las religiones.
Asimismo, fundó el Instituto de Investigación Económica y Social de la Universidad de Osaka, junto con su antiguo profesor y economista Yasuma Takada, y en 1965 fue nombrado como primer presidente japonés de la Sociedad de Econometría. En esa época también enseñaba en Oxford y en Yale, y luego, a partir de 1970, fue nombrado como profesor emérito en la London School of Economics (LSE).
En el origen del proyecto de la Fundación Suntory-Toyota, se convierte en uno de los fundadores del STICERD ("Suntory and Toyota International Centres for Economic and Related Disciplines") en la London School of Economics, del cual fue el primer presidente. Dicho centro acoge regularmente a alrededor de 75 investigadores para cinco programas de investigación en econometría y en teoría económica, y también publica una prestigiosa revista sobre economía.
Inspirándose en el sociólogo alemán Max Weber, Morishima propuso una original teoría del capitalismo japonés, una forma de sincretismo original e inteligente entre las tecnologías occidentales y el confucianismo militarista, nacionalista y paternalista, en un contexto de una estructura social muy jerarquizada.
Sus trabajos, centrados en la sociología y en la política, analizan el rol del METI (Ministerio de Economía, Comercio e Industria de Japón) en el crecimiento económico de los años ochenta, aunque debe destacarse que la mayoría de esos escritos fueron concebidos y redactados antes o bien al comienzo de la gran depresión de los años noventa en el Japón, trastornos esos que siguieron al crack bursátil de 1990 y a la sobrevaloración del yen.

## Educación
- Graduado en 1946 en la Facultad de Economía, Universidad de Kioto.

## Experiencia profesional
- 1948 - Asistente en la Universidad de Kioto
- 1950 - Conferencista en la Universidad de Kioto
- 1950 - Profesor-Asistente en la Universidad de Kioto
- 1951 - Profesor-Asociado en la Universidad de Osaka
- 1963 - Profesor de economía en la Universidad de Osaka
- 1966 - Profesor en el ISER (Instituto de Investigaciones Sociales y Económicas) en la Universidad de Osaka
- 1968 - Profesor Visitante en la Universidad de Essex
- 1970 - Profesor en el London School of Economics

## Publicaciones
- "On the Laws of Change of the Price System in an Economy which Contains Complementary Goods", 1952, Osaka EP.
- "Consumer Behavior and Liquidity Preference", 1952, Econometrica.
- "An Analysis of the Capitalist Process of Reproduction", 1956, Metroeconomica.
- "Notes on the Theory of Stability of Multiple Exchange", 1957, RES.
- "A Contribution to the Non-Linear Theory of the Trade Cycle", 1958, ZfN.
- "A Dynamic Analysis of Structural Change in a Leontief Model", 1958, Economica.
- "Prices Interest and Profits in a Dynamic Leontief System", 1958, Econometrica.
- "Some Properties of a Dynamic Leontief System with a Spectrum of Techniques", 1959, Econometrica.
- "Existence of Solution to the Walrasian System of Capital Formation and Credit", 1960, ZfN.
- "On the Three Hicksian Laws of Comparative Statics", 1960, RES.
- "A Reconsideration of the Walras-Cassel-Leontief Model of General Equilibrium", 1960, in Arrow, Karlin and Suppes, editors, Mathematical Methods in the Social Sciences.
- "Economic Expansion and the Interest Rate in Generalized von Neumann Models", 1960, Econometrica.
- "Proof of a Turnpike Theorem: The `No Joint Production' Case", 1961, RES.
- "Aggregation in Leontief Matrices and the Labor Theory of Value", with F. Seton, 1961, Econometrica.
- "Generalizations of the Frobenius-Wielandt Theorems for Non- Negative Square Matrices", 1961, J of London Mathematical Society.
- "The Stability of Exchange Equilibrium: An alternative approach", 1962, IER.
- Equilibrium, Stability and Growth: A multi-sectoral analysis, 1964.
- "A Refutation of the Non-Switching Theorem", 1966, QJE.
- "A Few Suggestions on the Theory of Elasticity", 1967, Keizai Hyoron
- Theory of Economic Growth, 1969.
- "A Generalization of the Gross Substitute System", 1970, RES.
- "Consumption-Investment Frontier, Wage-Profit Frontier and the von Neumann Growth Equilibrium", 1971, ZfN.
- The Working of Econometric Models, (in collaboration with Y. Murata, T. Nosse and M. Saito), 1972.
- Marx's Economics: A dual theory of value and growth, 1973.
- Theory of Demand: Real and monetary, with co-authors, 1973.
- The Economic Theory of Modern Society, 1973.
- "The Frobenius Theorem, Its Solow-Samuelson Extension and the Kuhn-Tucker Theorem", with T. Fujimoto, 1974, JMathE.
- Walras's Economics: A pure theory of capital and money, 1977.
- Value, Exploitation and Growth, with G. Catephores, 1978.
- "The Cournot-Walras Arbitrage Resource Consuming Exchange and Competitive Equilibrium", with M. Majumdar, 1978, in Hommage a Francois Perroux. *Why Has Japan Succeeded? Western technology and the Japanese ethos, 1982.
- "The Good and Bad Uses of Mathematics", 1984, in Wiles and Routh, editors, Economics in Disarray.
- The Economics of Industrial Society, 1984.
- Ricardo's Economics, 1989.
- "General Equilibrium Theory in the 21st Century", 1991, EJ.
- Capital and Credit: A new formulation of general equilibrium theory, 1992.
- "Capital and Growth", 1994, in Homouda, The Legacy of Hicks.
- Dynamic Economic Theory, 1996.
- Why Will Japan Collapse?, 1999.